# ناگفته
ناگفته (انگلیسی: The Unsaid) یک فیلم در ژانر درام به کارگردانی تام مک‌لوکلین است که در سال ۲۰۰۱ منتشر شد. از بازیگران آن می‌توان به اندی گارسیا، وینسنت کارتیسر، لیندا کاردلیانی، آوگوست شلنبرگ، ترور بلوماس و تری پولو اشاره کرد.